# 松平直矩
松平 直矩（まつだいら なおのり）は、江戸時代前期の大名。播磨姫路藩主、越後村上藩主、播磨姫路藩主（再）、豊後日田藩主、出羽山形藩主、陸奥白河藩主。官位は従四位下・侍従、大和守。結城松平家2代。幾度も転封されたことで有名な大名である。

## 生涯
寛永19年（1642年）、越前大野藩主・松平直基の子として誕生。
父・直基は出羽山形藩、さらに播磨姫路藩に国替を命じられるが、姫路の封地に赴く途上で死去し、慶安元年（1648年）8月17日にわずか5歳で家督を相続した。
ところが、姫路は江戸幕府にとって西国の抑えとなる要地であったため、幼少の直矩には不適当と判断され、翌慶安2年（1649年）6月9日に越後村上藩に国替となる。村上藩では村上城に三重櫓を新設すると共に城下町を整備、寛文2年（1662年）から侍屋敷の拡張や城郭の改修工事も行った。一方、承応3年（1654年）と明暦元年（1655年）に検地を行い村上藩の公称15万石を内高21万石とした結果、重税に苦しむ農民が隣の出羽庄内藩へ逃亡する事件が続発したため、改修工事は窮民救済ともされる。寛文3年（1663年）に村上城に天守が完成、城がある臥牛山の麓に屋敷伊白丸も造り、造園に没頭しつつ継室の丁と共に伊白丸に住んだ。
成長するにつれ一族や幕府要人との交際を持つようになり、お家安泰の情報収集を図った。従兄の越後高田藩主松平光長、4代将軍徳川家綱の叔父の大政参与保科正之、老中（後に大老）酒井忠清の屋敷へ挨拶へ行ったり、贈り物を献上したりしている。
成人後の寛文7年（1667年）8月19日、姫路藩主榊原政倫との交代・転封により姫路に復帰した。姫路藩では圓教寺に父の墓を建てたほか、寺社の建立や寄進に尽くした。
高田藩のお家騒動（越後騒動）に際し、延宝7年（1679年）に松平光長から従兄の出雲広瀬藩主・松平近栄共々騒動の調停を依頼された。近栄と共に一族を代表して騒動の調停を行い、親密だった大老酒井忠清と大目付渡辺綱貞らとも相談して調停を図ったが上手くいかず、公儀による評定で一旦騒動の当事者たちを大名預かりとする裁定が下された。しかし、2年後の延宝9年（天和元年・1681年）6月に5代将軍徳川綱吉の再度の裁定で高田藩が改易されると、6月27日に近栄と共に不手際を幕府に指摘され、領地を半分以下の7万石に減らされたうえ閉門、翌天和2年（1682年）2月10日には閉門は許されたが豊後日田藩に国替を命じられた。日田藩では財政難から家臣の減知、年貢取り立てをする中で藩主の居館の新築も手掛けたが、居館が出来るまでという口実で江戸に住み続け日田へ行くことはなかった。
4年後の貞享3年（1686年）7月13日、3万石加増の上で出羽山形藩へ移されたが、実際に山形に入部したのは元禄3年（1690年）であり、山形の結びつきは非常に薄い藩主だった。さらに6年後の元禄5年（1692年）7月27日には5万石加増の上で陸奥白河藩へ移され、格式の上では従前の15万石に復帰したが、生涯で幾度も国替を重ねた結果、家中は多大な借財を負うことになり、「引越し大名」なるあだ名をつけられた。白河藩での治世は領民への厳しい年貢取り立て、家臣の俸禄借り上げを行い、困窮した武士が出仕停止を願い出るほどの財政難に陥った。
元禄8年（1695年）死去、享年54。

## 人物・逸話
『土芥寇讎記』には「美小人を愛せらること、この体の事は非とすべからず。聖人にも一失あり、況や凡人をや。その上偏愛の心なしといえば害あるべからず」と書かれており、「美少年好きではあるがこのようなことは非とは言えない。“聖人ですら一失ある”ものでありましてや凡人（聖人などではない一般人）であるから。それに極端にその道を暴走しているわけでもないので（藩政上）大した問題になることではない」とされている。また、「当時誉の将と世以（て）沙汰す」ともされている。
能・舞・歌舞伎・浄瑠璃に造詣が深い文化人でもあり、和歌・絵画も相当の腕前だったという。村上藩主時代は村上で鷹狩に鮎獲り・ハゼ釣りにも熱中、江戸でも舟遊びや能・浄瑠璃など遊興三昧の日々を送った。和歌は飛鳥井雅章、絵画は狩野安信から習っていた。また安信の兄狩野探幽とも親しく、日記『大和守日記』に探幽との交わりを記録しており、万治2年（1659年）6月6日に探幽へ依頼した金泥砂子の屏風を12日に入手したこと、28日に依頼した4幅対の富士山図を7月9日に入手したことを書いている。

## 日記
17歳（万治元年（1658年））から54歳（元禄8年（1695年））で死去するまで自身が書き残した『大和守日記』には、藩主の仕事の他、お家騒動、鷹狩りや観劇などの記録が書き記されている。

## 官歴
- 承応3年（1654年）：従四位下・大和守
- 寛文8年（1668年）：侍従

## 系譜
- 父：松平直基（1604-1648）
- 母：堀氏
- 正室：駒姫 - 松平直政長女
- 継室：丁 - 東園基賢娘
  - 女子：伊玖 - 堀田正親正室
- 側室：田中氏
  - 次男：松平基知（1679-1729）
- 側室：村上氏
  - 三男：松平宣富（1680-1721） - 松平光長養子
  - 四男：松平知清（1682-1721） - 太田松平家
  - 七男：本多忠貞 - 本多忠周養子
- 生母不明の子女
- 養子
  - 女子：佐天 - 東園基賢娘、京極高住正室

## 関連作品
小説
- 杉本苑子『引越し大名の笑い』講談社（講談社文庫）、1991年。
- 土橋章宏『引っ越し大名三千里』角川春樹事務所時代小説文庫、2016年。2019年に『引っ越し大名!』として映画化。

映画
- 『引っ越し大名!』（2019年公開） - 演：及川光博